# ریمرستوک
ریمرستوک (به هلندی: Reijmerstok) یک منطقهٔ مسکونی در هلند است که در Gulpen-Wittem واقع شده‌است. ریمرستوک ۵۶۰ نفر جمعیت دارد.

## نگارخانه

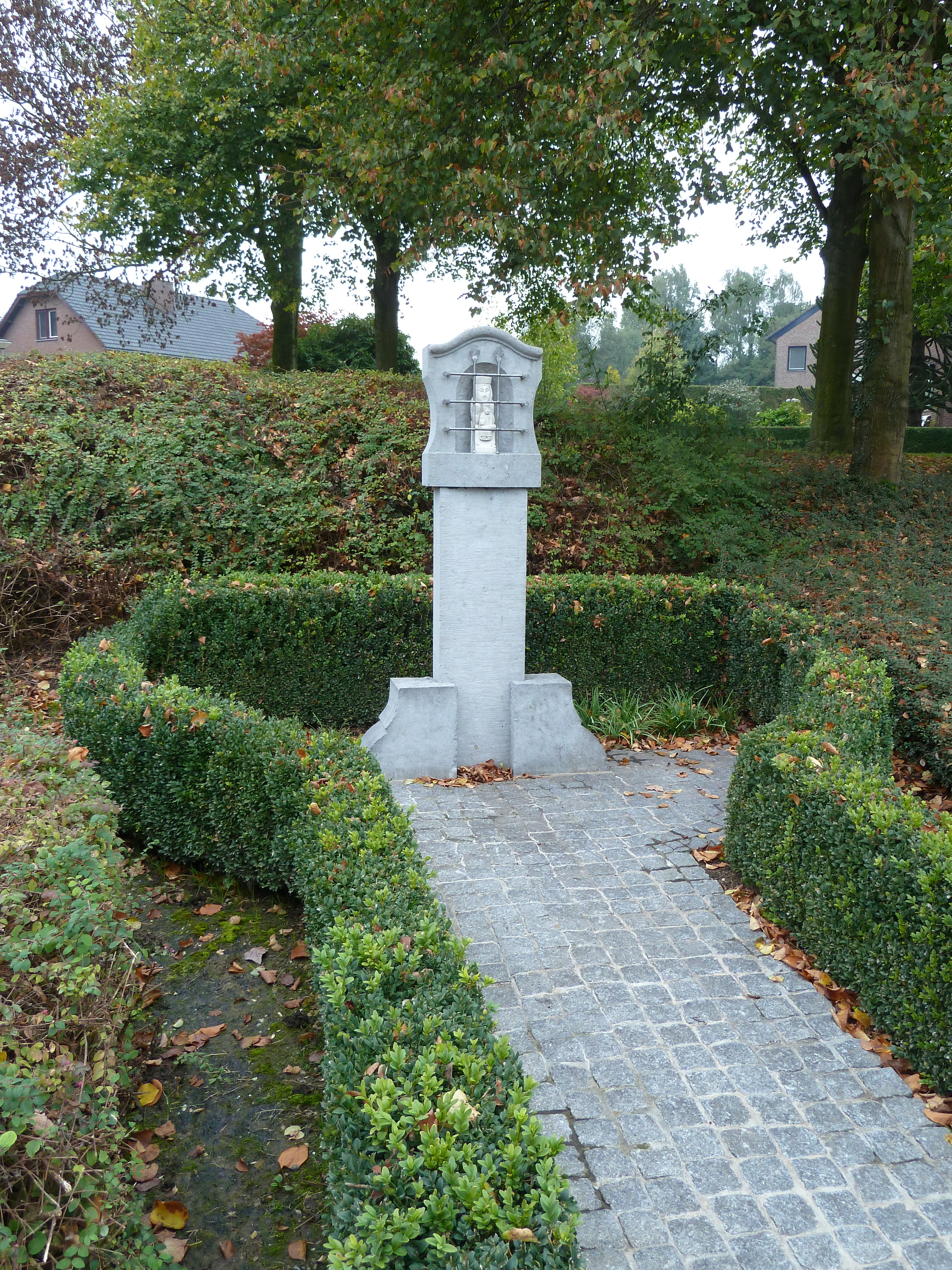